# New Religion (Anton Ewald)
New Religion è un singolo del cantante svedese Anton Ewald, pubblicato il 27 febbraio 2021 su etichetta discografica InstaKarma.

## Descrizione
Con New Religion il cantante ha preso parte a Melodifestivalen 2021, la competizione canora svedese utilizzata come processo di selezione per l'Eurovision Song Contest 2021. Si tratta della terza partecipazione al festival di Anton Ewald, e della prima dal 2014. Essendo risultato fra i due più votati dal pubblico tra i sette partecipanti alla sua semifinale, ha avuto accesso diretto alla finale del 13 marzo. Qui si è piazzato 11º su 12 partecipanti con 25 punti totalizzati, di cui 9 provenienti dalle giurie internazionali e 16 risultanti dal televoto.

## Tracce
Testi e musiche di Jonas Wallin, Joe Killington, Anton Ewald e Maja Strömstedt.
1. New Religion – 2:59

## Classifiche
| Classifica (2021) | Posizione massima |
| ----------------- | ----------------- |
| Svezia            | 11                |